# Vrhovni sud Mađarske
Vrhovni sud Mađarske (mađ. : Magyarország Legfelsőbb Bírósága), također znan kao Kúria je vrhovni sud i najviši pravni autoritet države Mađarske. Osnovan je 1949. kao Vrhovni sud Narodne Republike Mađarske. Od 2021., predsjednik Vrhovnog suda je András Varga.

## Predsjednici

### Vrhovni sud (1949.–2012.)
- Ödön Somogyi (1949–1950)
- Péter Jankó (1950–1953)
- Erik Molnár (1953–1954)
- József Domokos (1954–1958)
- Mihály Jahner-Bakos (1958–1963)
- József Szalay (1963–1968)
- Ödön Szakács (1968–1980)
- Jenő Szilbereky (1980–1990)
- Pál Solt (1990–2002)
- Zoltán Lomnici (2002–2008)
- András Baka (2009–2011)

### Kurija (2012.–)
- Péter Darák (2012.–2021.)
- András Varga (2021.–)[1]

## Vanjske poveznice
- Službene stranice
- Povijest Vrhovnog suda (na mađarskom)